# Musli Kadin
Emine Musli Kadın (turco ottomano:  مسلی قادین, lett. "benigna" o "degna di fiducia" e "colei che porta conforto, consolazione"; Sochi, 1699  circa – Costantinopoli, 2 agosto 1750) è stata una consorte del sultano ottomano Ahmed III.

## Biografia

### Origini
Emine Musli Kadın nacque a Sochi (nell'attuale Russia) intorno al 1699. Il suo nome originale è sconosciuto, ma si sa che aveva due sorelle maggiori e un fratello minore.
Da bambina, venne portata alla corte ottomana di Costantinopoli, dove venne ribattezzata Emine e affidata a Saliha Kadın, una consorte del sultano deposto Mustafa II, fratello maggiore dell'allora sultano Ahmed III, nel Palazzo Vecchio. Qui venne istruita e imparò a suonare il pianoforte e l'arpa.
Ahmed la notò nel 1713, quando si recò a Palazzo Vecchio in occasione dell'Eid per salutare le figlie di suo fratello che vivevano lì con le madri.
L'anno seguente, Emine divenne una delle consorti di Ahmed, cambiando nome in Musli e prendendo il titolo di "Kadın".

### Consorte Imperiale
Musli Kadın fu fra le consorti favorite di Ahmed e godette di una vita agiata. Venne descritta come una bella donna con splendidi occhi e lunghe ciglia, dotata di un cuore buono e di un carattere dolce e indulgente.
Diede al sultano due figlie.
Era molto attiva nella beneficenza e nella filantropia. Nel 1715 commissionò la prima di una serie di panetterie, situata al Bazar della città, dedicate ai bisognosi. Costruì anche numerose fontane e biblioteche. Nel 1742 istituì una struttura dedicata al riposo dei pellegrini e dei viaggiatori. Elargiva inoltre grandi ricchezze in elemosine e donazioni.

### Morte
Dopo la deposizione di Ahmed III nel 1730, Musli Kadın fu inviata, con le altre consorti e le principesse nubili, al Vecchio Palazzo. Morì il 2 agosto 1750, di peste o altra malattia, e venne sepolta nel Mausoleo delle Dame Imperiali nella Yeni Cami.

## Discendenza
Da Ahmed III, Musli Kadın ebbe due figlie:
- Ayşe Sultan (10 ottobre 1715 - 9 luglio 1775). Soprannominata Küçük Ayşe (ovvero Ayşe la minore) per distinguerla dalla cugina Ayşe la maggiore, figlia di Mustafa II. Si sposò tre volte ed ebbe una figlia.
- Zübeyde Sultan (28 marzo 1728 - 4 giugno 1756). Si sposò due volte ma non ebbe figli.